# رادیومتر ریزموج

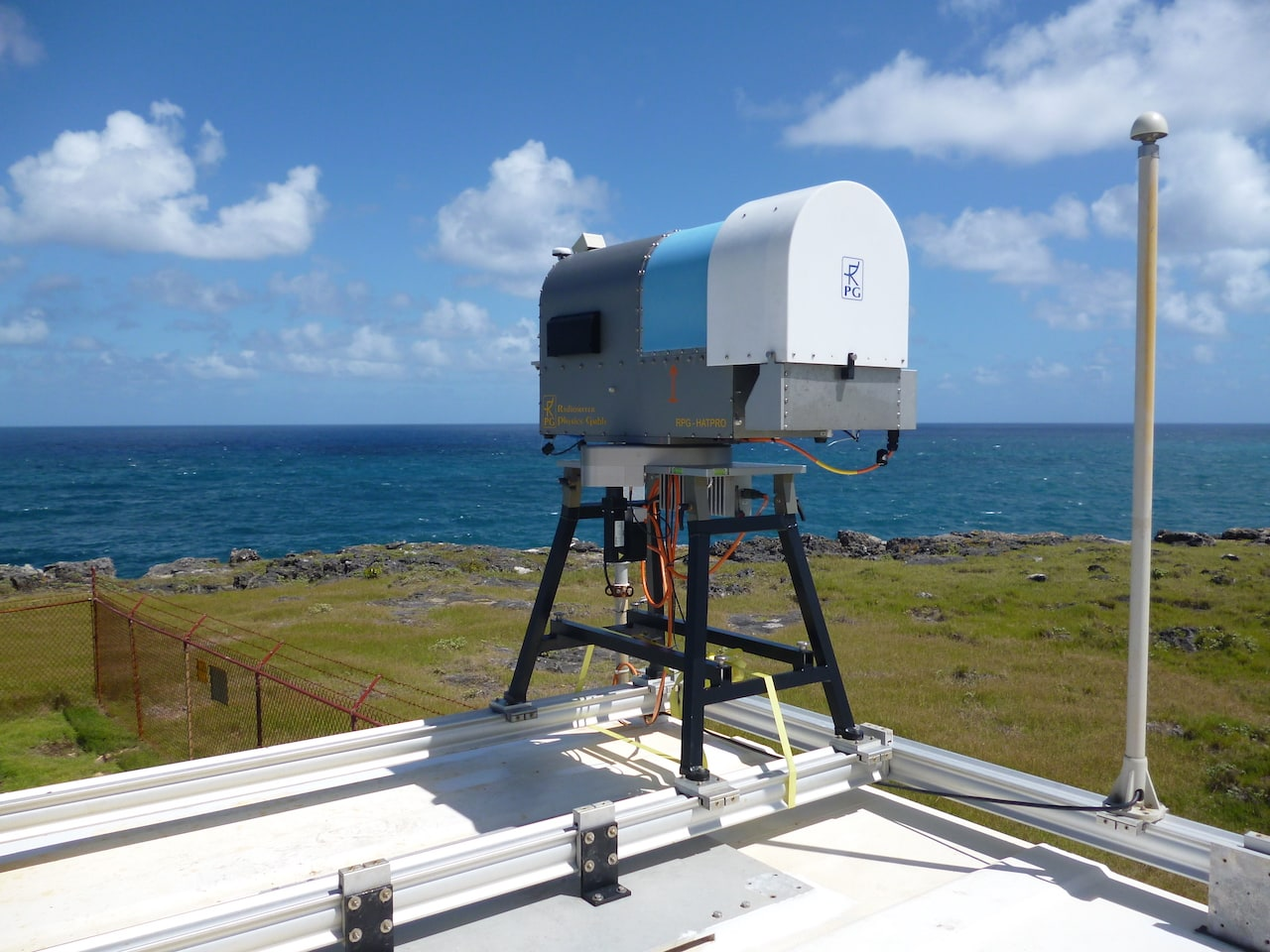
رادیومتر (HATPRO-SUNHAT) در رصدخانه ابرها در باربادوس

رادیومتر ریزموج یا رادیومتر مایکروویو (انگلیسی: Microwave radiometer) که به اختصار MWR نامیده می‌شود، نوعی رادیومتر است که برای اندازه‌گیری انرژی منتشرشده در طول موج‌های میلی‌متر تا سانتی‌متر (بسامد ۱ تا ۱۰۰۰ هرتز) که با نام ریزموج شناخته می‌شوند، به‌کار می‌رود. رادیومترهای مایکروویو گیرنده‌های بسیار حساسی هستند که به منظور اندازه‌گیری تابش الکترومغناطیسی حرارتی منتشرشده از گازهای اتمسفری طراحی شده‌اند. این دستگاه‌ها در اهداف مختلف زیست‌محیطی و مهندسی مانند پیش‌بینی وضع هوا، پایش اقلیم، اخترشناسی رادیویی و  انتشار رادیویی کاربرد دارند.
استفاده از طیف الکترومغناطیسی ریزموج با بسامد بین ۱ تا ۳۰۰ گیگاهرتز، مکمل اطلاعات به‌دست‌آمده از طیف مرئی و فروسرخ است. اتمسفر و پوشش گیاهی در طول موج مایکروویو به صورت نیمه‌شفاف هستند. این بدان معنی است که اجزای آن مانند گازهای خشک، بخار آب یا بارندگی با تابش مایکروویو برهم‌کنش داشته و حتی پوشش ابری جو نیز در این بازه بسامد کاملاً غیر شفاف نیست.
در پایش آب‌وهوا و اقلیم از رادیومترهای ریزموج فضابرد نیز علاوه بر انواع زمینی آن استفاده می‌شود. این رادیومترها در ابزارهای سنجش از دور به منظور فعالیت پیوسته و خودکار و اغلب در ترکیب با دیگر دورسنج‌ها مانند رادارهای ابر و لیدار به کار گرفته می‌شوند. این دستگاه‌ها قادر به استخراج کمیت‌های مهم هواشناسی مانند دمای عمودی و نیمرخ رطوبت و مقادیر بخار آب هستند.